# کفرمارک
کفرمارک (به آلمانی: Kefermarkt) یک منطقهٔ مسکونی در اتریش است که در ناحیه فرایشتات واقع شده‌است. کفرمارک ۲۷٫۸ کیلومتر مربع مساحت دارد ۵۱۶ متر بالاتر از سطح دریا واقع شده‌است.